# Харьягинское нефтяное месторождение
Харьягинское нефтяное месторождение (нен. хара яха — «извилистая река») расположено за Полярным кругом на территории Ненецкого автономного округа в 165 км к юго-востоку от Нарьян-Мара и в 140 км к северу от Усинска. Относится к Тимано-Печорской нефтегазоносной провинции.

## История освоения
Месторождение открыто 21 мая 1970 года нефтегазоразведочной экспедицией глубокого бурения № 4 Ухтинского территориального геологического управления. При испытании опорной скважины № 1 были получены промышленные притоки нефти из среднедевонских терригенных и верхнедевонских рифогенных отложений. В 1977 году началась геологическая разведка. В 1984 году извлекаемые запасы в объеме 158 млн тонн нефти защищены в Государственной комиссии по запасам полезных ископаемых СССР.
В 1988 году объединение «Коминефть» начало добычу малосернистой нефти из терригенных коллекторов Объектов 1, 4, 5 и 6 Харьягинского месторождения. Сейчас это территория производственной деятельности ООО «ЛУКОЙЛ-Коми». Объекты 2 и 3 вошли в Харьягинское СРП.
20 декабря 1995 года в Москве между Российской Федерацией, которую представляли правительство и администрация НАО, и компанией «Тоталь Разведка Разработка Россия» (ТРРР) было подписано Соглашение о разработке и добыче нефти на Харьягинском месторождении на условиях раздела продукции (СРП) сроком на 20 лет.
Соглашение вступило в силу 1 января 1999 года. С этой же даты в Харьягинское СРП вошли компания «Норск Гидро Свериге АБ» и «Ненецкая нефтяная компания». «Тоталь Разведка Разработка Россия» стала оператором проекта.
1 января 2010 года в состав участников Харьягинского СРП с долей 20 % вошла российская государственная компания «Зарубежнефть».
1 августа 2016 года было подписано Дополнение № 3 к Соглашению, по условиям которого «Тоталь Разведка Разработка Россия» передала 20 % своей доли участия и функции оператора проекта «ЗАРУБЕЖНЕФТЬ-добыча Харьяга» — дочернему обществу «Зарубежнефть».
17 июля 2018 года состоялось подписание Дополнения № 5 о продлении срока действия Соглашения на 13 лет — до 31 декабря 2031 года.

## Особенности геологического строения
В разрезе Харьягинского месторождения нефтяные залежи выявлены в терригенных отложениях -пласты среднего и верхнего девона (1-й Объект разработки), верхней перми и нижнего триаса (4-й, 5-й, 6-й Объекты); и в карбонатных — пласты нижней перми (3-й Объект) и верхнего девона (2-й Объект).
Объекты 2 и 3 содержат в составе попутного газа сероводород в опасной для жизни концентрации. Кроме того, нефть здесь предельно насыщена парафинами и застывает уже при температуре +29 °C, поэтому для транспортировки ее нужно предварительно подогревать.
Основной объект разработки Харьягинского СРП на месторождении — Объект 2. Он представлен органогенными карбонатными породами фаменского яруса девонской системы (D3fm) и имеет прибрежно-морские условия осадконакопления. 370 млн лет назад на этой территории находилось теплое море, в котором на определенном отдалении от берега поселилась и росла рифовая колония морских организмов. Наиболее возвышенная ее часть со временем в результате понижения уровня моря вышла на поверхность и образовала барьерный остров, который отделил глубоководную часть моря от прибрежной мелководной лагуны.
Карбонатные породы при взаимодействии с пресной дождевой водой выщелачиваются и образуют полости различных размеров (каверны и карст). Уровень моря постепенно поднимался, и рифовые постройки были перекрыты другими отложениями. Сегодня они залегают почти на трехкилометровой глубине, где и вскрываются скважинами. Именно к зоне барьерного рифа с высокой степенью карстификации относятся самые высокопродуктивные скважины «ЗАРУБЕЖНЕФТЬ-добыча Харьяга». Такие типы коллекторов в геологии называются трещинно-каверновые.
Другая часть Объекта 2 образовалась в результате разрушения барьерного острова и последующего переноса и отложения продуктов разрушения в направлении лагуны. В результате сформировалась забарьерная зона (отмель), которая тянется вдоль барьерного острова. Способность ее коллекторов содержать в себе нефть связана с пустотами (порами) между зерен. Данный тип коллекторов называется поровым или гранулярным.
Объект 3 характеризуется отложениями нижней перми, представленными карбонатными (ассель-сакмарский ярус), а также глинисто-карбонатными и терригенными осадками (артинский ярус). Эти отложения появились в результате разрушения биогермных построек, образовавшихся на месте палеподнятий в условиях мелководно-морской обстановки, с последующим накоплением регрессивных глинисто-карбонатных и терригенных осадков.